# Open Barletta 2016
L'Open Barletta 2016 è stato un torneo professionistico di tennis maschile giocato sulla terra rossa. È stata la 17ª edizione del torneo che fa parte dell'ATP Challenger Tour nell'ambito dell'ATP Challenger Tour 2016. Si è giocato a Barletta in Italia dall'11 al 17 aprile 2016.

## Partecipanti

### Teste di serie
| Nazionalità | Giocatore               | Ranking* | Testa di serie |
| ----------- | ----------------------- | -------- | -------------- |
| Brasile     | Rogério Dutra da Silva  | 100      | 1              |
| Spagna      | Roberto Carballés Baena | 116      | 2              |
| Rep. Ceca   | Adam Pavlásek           | 120      | 3              |
| Portogallo  | Gastão Elias            | 122      | 4              |
| Slovacchia  | Andrej Martin           | 127      | 5              |
| Paesi Bassi | Igor Sijsling           | 132      | 6              |
| Italia      | Luca Vanni              | 141      | 7              |
| Svezia      | Elias Ymer              | 142      | 8              |

(*) Ranking al 11 aprile 2016.

### Altri partecipanti
Giocatori che hanno ricevuto una wild card:
- Gianluca Mager
- Edoardo Eremin
- Federico Gaio
- Julien Benneteau

Giocatori che sono passati dalle qualificazioni:
- Enrique Lopez-Perez
- Peter Torebko
- Dimitar Kuzmanov
- Lorenzo Sonego

Giocatori entrati in tabellone con il ranking protetto:
- Julian Reister

Giocatori entrati in tabellone da lucky loser:
- Aleksej Vatutin

## Campioni

### Singolare
Elias Ymer ha battuto in finale  Adam Pavlásek con il punteggio di 7–5, 6–4

### Doppio
Johan Brunström /  Andreas Siljeström hanno battuto in finale  Flavio Cipolla /  Rogério Dutra da Silva con il punteggio di 0–6, 6–4, 10-8